# Robert Blondin
Pour les articles homonymes, voir Blondin.
Robert Blondin  (né le 23 février 1942 à Magog) est un écrivain et une personnalité de la radio québécoise.

## Biographie

### Enfance et formation
Robert Blondin est né en 1942 à Magog.

### Carrière
Il a animé des émissions à la radio de Radio-Canada durant les années 1980 et 1990.
Le fonds d'archives de Robert Blondin est conservé au centre d'archives de Montréal de Bibliothèque et Archives nationales du Québec.

## Polémiques
En 2023, il est accusé de viol et d’attentat à la pudeur. Les événements se seraient produits entre le 1er septembre 1975 et le 25 octobre 1977,,.

## Publications
- Cher Nous Autres (compilation et analyse du courrier privé des Québécois en 2 tomes).
- Le Bonheur Possible (essai sur les mécanismes universels du bonheur)
- Le Mensonge Amoureux (essai sur les nouveaux contrats relationnels)
- 7 degrés de Solitude Ouest (biographie romancée de Joshua Slocum)
- Le Sabot de Brel (roman)
- Sirènes (pièce de théâtre)
- Le Guide du Répondeur Bien Branché (utilisation pratique de ce nouvel outil de communication avec 300 messages)
- Le Guerrier Désarmé (essai sur la recherche de l’identité masculine)
- Chroniques en communication au Devoir
- Mûres Confidences (Stanké International)
- Péril à la Radio (Stanké International).
- Le Bonheur possible (Stanké international) édition augmentée.
- Entretiens avec trois géants de la chanson française (HMH).
- Le Plus Vieux Propos du Monde (Stanké International).
- Le Guide des Meilleurs Choix (éditions La Presse).
- Maudit Bonheur (2008, éditions La Presse)[7]
- Le facteur de la rue De Gaspé (Cinépomme)
- Gilles Duceppe, bleu de cœur et de regard (2017, éditions Hurtubise)[8]
- Marcel Sabourin, tout écartillé (2018, éditions Somme toute)[9]

## Filmographie

### Assistant de deuxième équipe
- 1972 : Les Smattes de Jean-Claude Labrecque
- 1973 : Taureau de Clément Perron
- 1975 : La gammick de Jacques Godbout
- 1975 : Partis pour la gloire de Clément Perron